# Meatpacking District

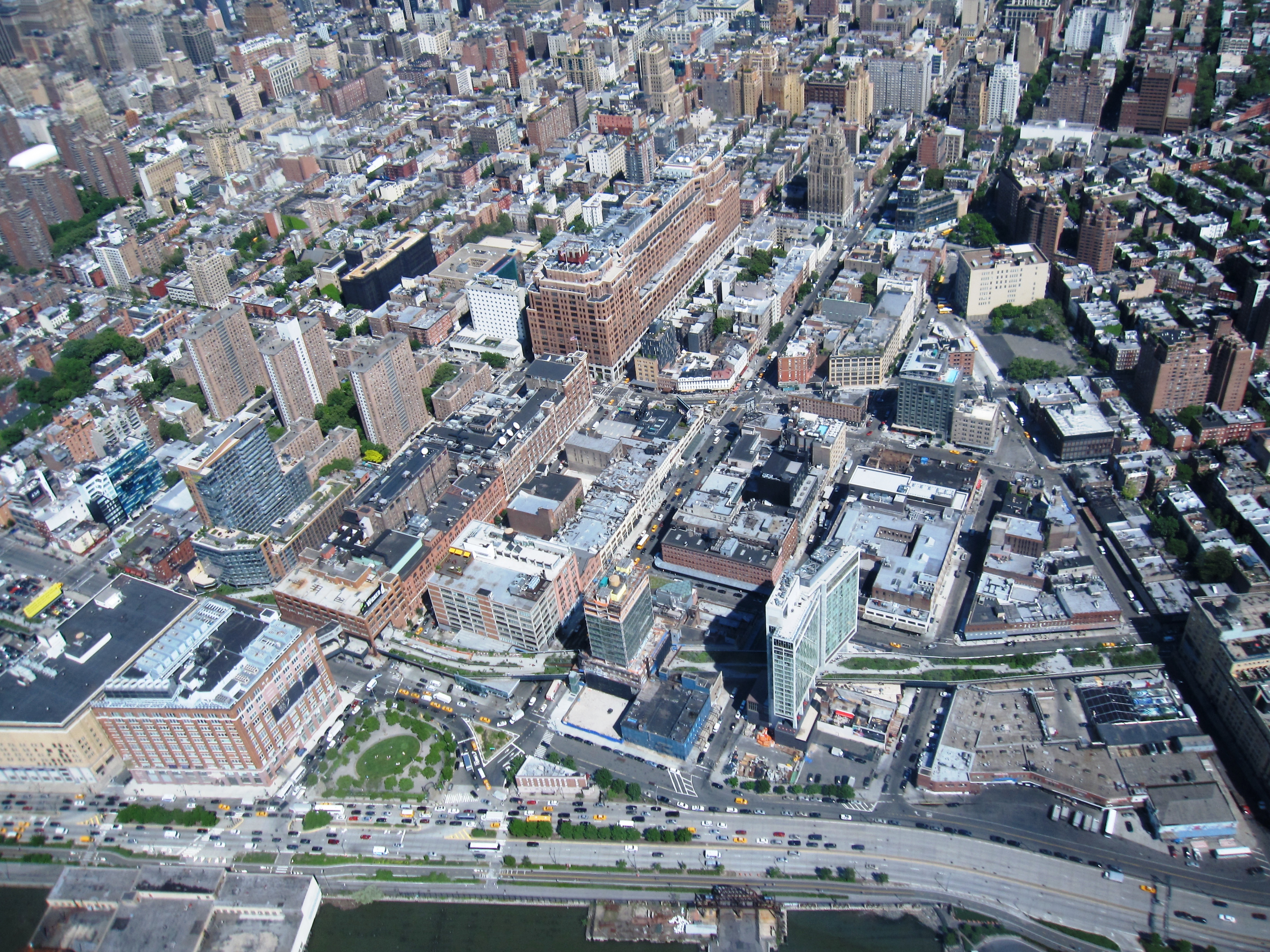
Vue aérienne de Meatpacking District.

Meatpacking district (également connu comme Gansevoort Market) est un quartier de l'arrondissement de Manhattan, à New York. Il s'étend de la West 14th Street au sud jusqu'à  Gansevoort Street, et de la rivière Hudson à l'est jusqu'à Hudson Street.
Situé au nord de West Village et au sud-est de Chelsea, c'est l'ancien quartier des abattoirs comme son nom l'indique.
Ce quartier, peu fréquentable il y a une vingtaine d'années, devient un des quartiers en vogue de New-York. On y retrouve tous les créateurs ainsi que des hôtels luxueux comme le Gansevoort hotel ou le Maritim Building. L'ancienne voie ferrée aérienne a partiellement été réhabilitée en parc urbain suspendu, le High Line Park.